# جارد جردن
جارد جردن (انگلیسی: Jared Jordan؛ زادهٔ ۱۴ اکتبر ۱۹۸۴) بازیکن بسکتبال اهل ایالات متحده آمریکا است.